# Niezależny układ równań liniowych
Niezależny układ równań liniowych to dowolny zbiór równań postaci:
a11x1 + a12x2 + ... + a1nxn = 0
a21x1 + a22x2 + ... + a2nxn = 0
...
am1x1 + am2x2 + ... + amnxn = 0
taki, że żadne z tych równań nie jest kombinacją liniową pozostałych.